# Чайя, Рихард
Рихард Чая (нем. Richard Czaya, 23 февраля 1905, Бойтен — 25 октября 1978, Лор-ам-Майн) — немецкий шахматист (национальный мастер) и шахматный функционер.
Участник чемпионатов Германии 1947, 1948 и 1949 гг.
Победитель командных чемпионатов ФРГ 1949 (в составе клуба «Barmer Schachverein 1865») и 1959 (в составе клуба «Hannoverschen SK») гг.
Участник возрождения Германского шахматного союза (1947 г.). В 1950—1951 гг. — президент организации. Во время его президентства ФРГ была восстановлена в ФИДЕ, сборная ФРГ была допущена к участию в шахматной олимпиаде 1950 г. в Дубровнике. В 1951 г. Чайя руководил организацией зонального турнира в Бад-Пирмонте.
После отставки получил звание почетного члена Германского шахматного союза.
В молодости работал на текстильной фабрике в Альфельде.

## Спортивные результаты
| Год  | Город       | Соревнование                  | + | − | = | Результат | Место             |
| ---- | ----------- | ----------------------------- | - | - | - | --------- | ----------------- |
| 1937 | Берлин      | Чемпионат Берлина             | 3 | 5 | 2 | 4 из 10   | 7                 |
|      | Бад-Зааров  | Турнир немецких мастеров      | 3 | 2 | 4 | 5 из 9    | 4—6               |
| 1947 | Вайденау    | Чемпионат Германии            | 7 | 5 | 7 | 10½ из 19 | 8                 |
| 1948 | Эссен       | Чемпионат Германии            | 4 | 5 | 6 | 7 из 15   | 7—8               |
|      | Бад-Наугейм | Турнир немецких мастеров      | 5 | 4 | 4 | 7 из 13   | 6—7               |
| 1949 | Дармштадт   | Командное первенство Германии |   |   |   |           | Команда — чемпион |
|      | Бад-Пирмонт | Чемпионат Германии            | 4 | 3 | 5 | 6½ из 12  | 10—13             |
| 1959 | Минден      | Командное первенство Германии |   |   |   |           | Команда — чемпион |